# Diputado estadual

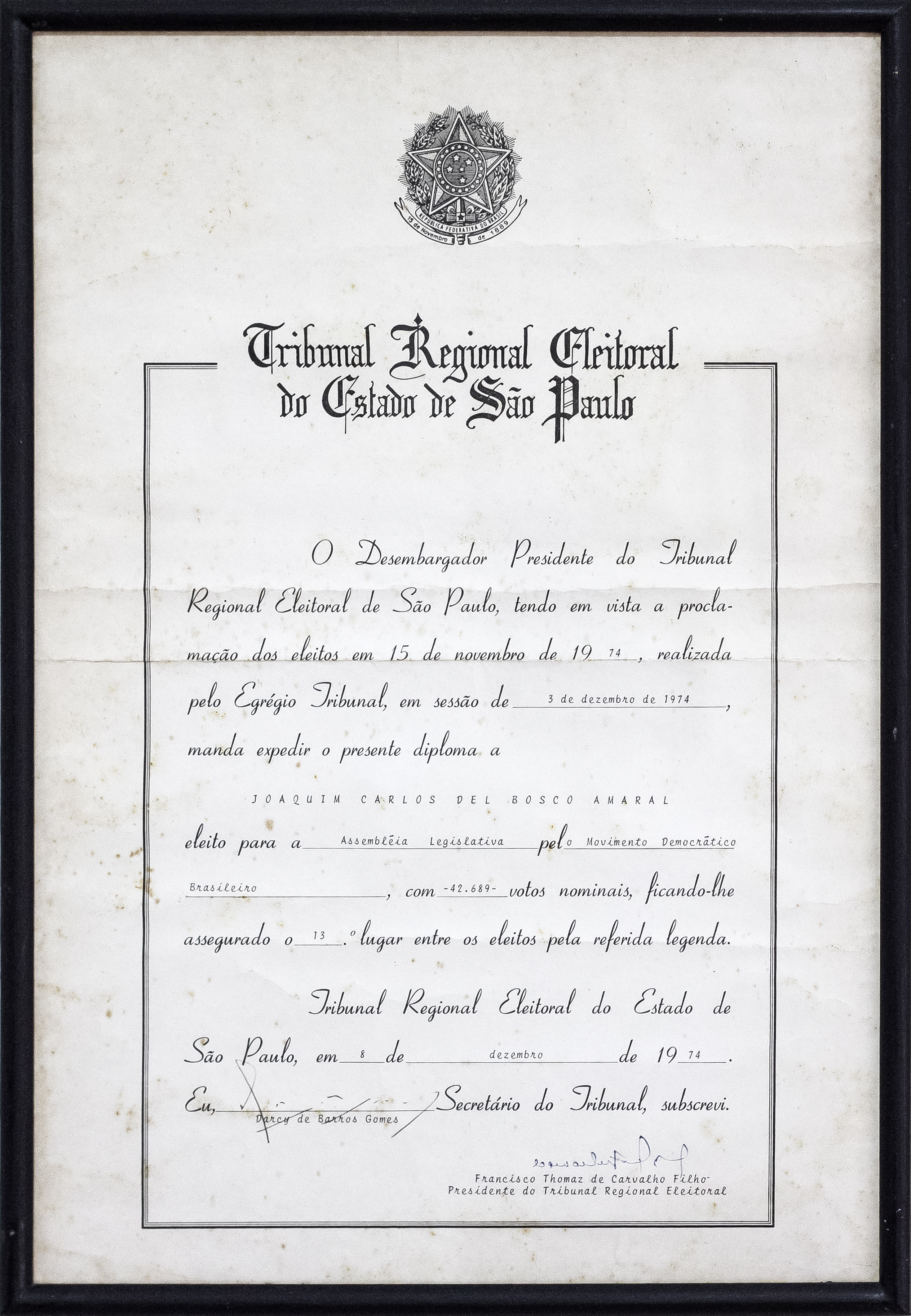
Diploma de diputado estadual conferido por el TRE-SP en 1974

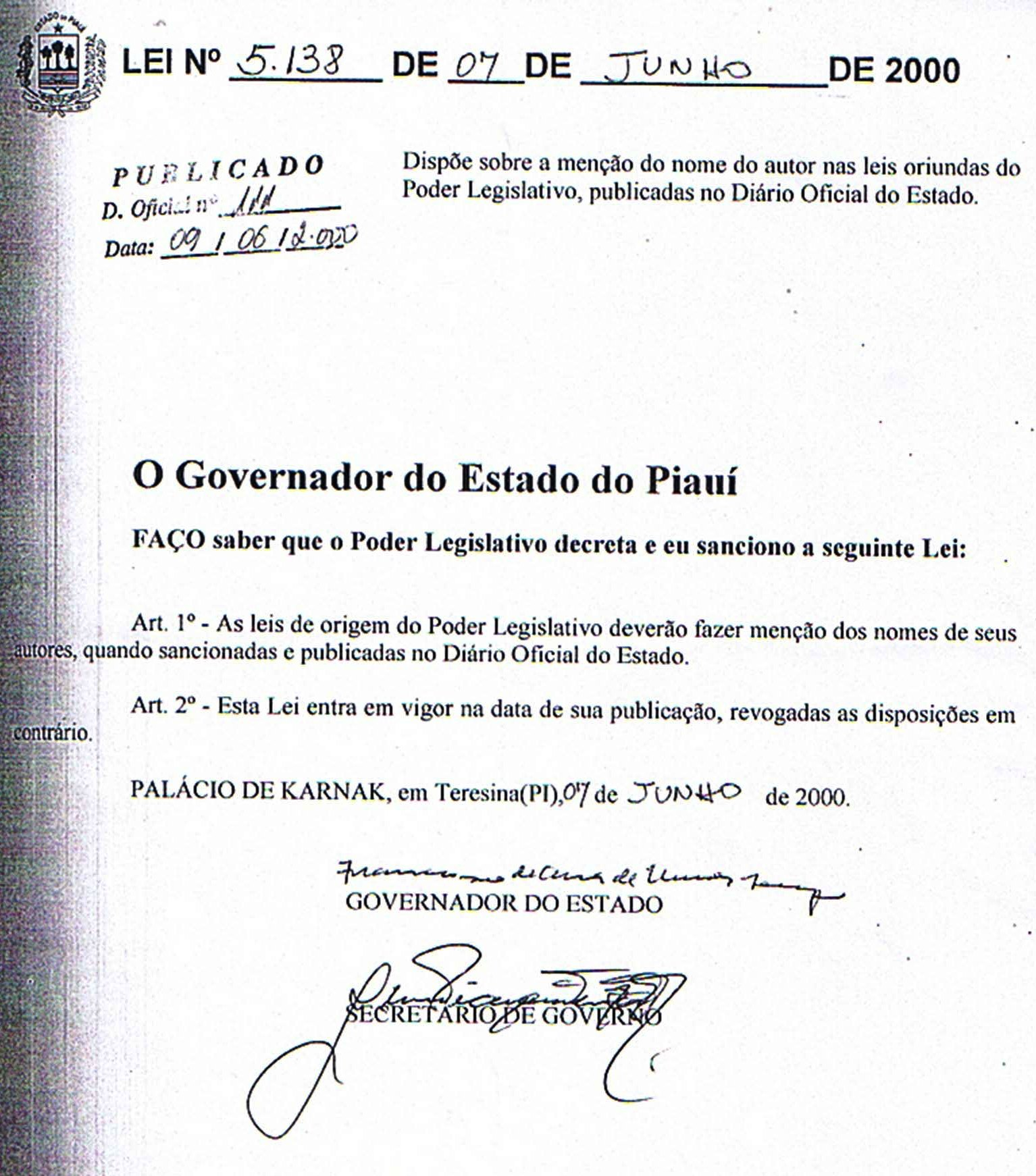
En el estado de Piauí existe la Ley N° 5138, del 7 de junio del 2000, que prevé la mención del nombre del diputado estadual autor de las leyes aprobadas por el Poder Legislativo, publicadas en el Diário Oficial do Estado do Piauí.

Diputado estadual, según la constitución brasileña de 1988, es el representante popular de los estados, elegido por el sistema proporcional, en el cual se toma en cuenta la cantidad de votos recibidos por cada partido o coalición de partidos para definir el número de escaños ganado por cada uno y, luego, el número de voto obtenido por el candidato para determinar qué candidatos de cada partido ocuparán esos escaños.Diputado estadual es el nombre dado al agente político, mientras que el órgano correspondiente es la Asamblea Legislativa del estado, máximo órgano del Poder Legislativo de cada estado de la federación.
En la época del Brasil Imperial (1822-1889), los diputados provinciales eran los agentes políticos del Poder Legislativo de cada Provincia del Imperio - equivalentes a los actuales diputados estatales.